# Jour fixe
Jour fixe è un termine francese entrato nel linguaggio comune del Project management che indica una riunione periodica con periodicità prefissata (ad esempio ogni lunedì mattina) e avente un determinato argomento a cui un gruppo delimitato di persone ha accettato di partecipare regolarmente.
La regolarità degli incontri offre una buona opportunità a dipendenti che lavorano in luoghi diversi e su attività diverse per scambiarsi pareri e rimanere aggiornati sul progetto. 